# Захрисон, Элин Астрид София
Элин Астрид София Захрисон (15 мая 1895 года — 15 мая 2008 года) была старейшей жительницей Швеции.

## Биография
После смерти Элин Антонссон летом 2004 года Захрисон стала старейшим живущим жителем Швеции в возрасте 109 лет. Через 3 года, 6 октября 2007, Астрид побила шведский рекорд долголетия  Эльзы Моберг, которая умерла 20 ноября 2001 года в возрасте 112 лет и 143 дней. Захрисон пережила её на 222 дня и умерла 15 мая 2008 года в свой 113-й день рождения.
Несмотря на то, что Астрид прожила 113 лет, в её семье не было много долгожителей: её отец прожил 76 лет, а мать 91.

## Рекорды долголетия
- 13 июля 2004 года — стала старейшим живущим жителем Швеции.
- 6 октября 2007 года — стала старейшим жителем Швеции в истории.
- 15 мая 2008 года — стала первой жительницей Швеции отпраздновавшей 113-летие.